# Autorégulation
 (avril 2016).
Améliorez-le ou discutez des points à vérifier. 
L’autorégulation est le nom donné à la régulation d'un système par lui-même. C'est le cœur de ce qui constitue l’autonomie du système : ce qui fait qu'il se maintient une forme donnée selon des règles de fonctionnement interne. L’autorégulation est parfois liée à la complexité : les systèmes dont l'autorégulation est la plus inattendue sont les complexes. On l'étudie également dans les questions d'auto-organisation et d’émergence, qui désignent la façon dont un système construit de lui-même des caractéristiques que ne laissaient pas nécessairement prévoir ses composants ni leurs interactions, en général simples.
L’autorégulation se fonde sur une ou plusieurs boucles de rétroaction (feedback), action d'un facteur sur lui-même par le biais d'un ou plusieurs autres facteurs.

## Trois exemples typiques

### Neige
L’exemple le plus simple est celui de la neige : il est commun d’en observer parce qu’elle se trouve être blanche, c’est-à-dire réfléchit la plupart des longueurs d’onde qui l’atteignent, et fond donc d’autant moins vite. Si la neige se trouvait être noire, elle n’en existerait pas moins, mais nous aurions moins le temps de l’observer. Cet exemple a le mérite d'illustrer que l’autorégulation :
- ne nécessite pas la vie ;
- ne nécessite pas de processus intentionnel pour se mettre en place.

Cette considération simple marque la frontière entre l’hypothèse Gaïa de James Lovelock, hypothèse scientifique comme une autre, et la Théorie Gaïa d’aspect plus mystique qui en a été déduite par quelques-uns de ses lecteurs, et qui est plus contestée - y compris par Lovelock lui-même.

### Solutions tamponnées en chimie
Les réactions chimiques répondent à une loi d’équilibre nommée loi d'action de masse qui peut être utilisée pour réaliser des solutions-tampon : de telles solutions montrent un pH beaucoup plus stable en présence d’un acide ou d’une base que ne le ferait de l’eau pure : une autorégulation se produit donc.
De tels effets tampon s’observent en biologie, et fournissent une stabilité propice au bon déroulement des processus vitaux.

### Autorégulation dans le monde vivant
Dans le cas des êtres vivants, le processus darwinien de sélection naturelle constitue une forme complexe d’autorégulation : en effet, une espèce elle-même ne s’autorégule pas (excepté par l’épuisement de ses ressources), mais un système composé par des proies et des prédateurs s’autorégule selon un mécanisme décrit par l’équation de Bernoulli - faute de quoi proies comme prédateurs disparaissent. Voir Théorie de la reine rouge.
Les autorégulations de la cellule sont étudiées sous le nom d’homéostasie.
Pour la petite histoire, les animaux à sang chaud ont une température autorégulée, ce qui rend bien plus simple le développement de l'embryon. Richard Dawkins signale que le code génétique des batraciens est plus complexe que celui de l'homme, et attribue la différence à la complexité accrue de développement des embryons à température incontrôlée (pour information, la vitesse d'une réaction chimique, y compris biochimique, double à peu près quand la température augmente de 10 °C).

## Autorégulation physique

### Régulateur à boules de James Watt
Le problème de faire conserver à une machine à vapeur une vitesse constante sous la charge sans agir constamment sur ses manettes a été posé et résolu par James Watt.

### Autorégulation du Soleil
Le fonctionnement du Soleil est à la base une transformation continue d'hydrogène en hélium par fusion, avec perte continue de masse (4×106 tonnes par seconde).
- Si pour des raisons d'agitation thermique (chaleur de la réaction thermonucléaire) le Soleil augmente de taille, le résultat est un plus grand écartement moyen des atomes d'hydrogène, donc un ralentissement de la réaction.
- Réciproquement, une diminution de taille se traduit par une plus grande densité de l'hydrogène et une plus grande fréquence des réactions de fusion.

## Autorégulation en chimie

### Principe de Le Chatelier
Le chimiste Henry Le Chatelier remarqua plusieurs phénomènes de stabilité dans le monde chimique : une réaction favorisée par la chaleur, par exemple, en absorbait. Une réaction favorisée par la pression se traduisait par une plus grande absorption de gaz, etc. De façon plus générale :
« Toute action suscitait une réaction qui aurait eu l’effet inverse si elle s’était produite seule. »
Il en tira la loi de stabilité de l’équilibre chimique qui porte aujourd’hui son nom.

### Loi d’action de masse et effet tampon
La loi de Le Chatelier, qui n’était que qualitative, avait donné naissance à d’autres lois du même ordre comme celle de Van’t Hoff. Les travaux de Guldberg et Waage donnèrent naissance en 1864 à la loi d'action de masse, quantitative, qui fut très étudiée par Marcellin Berthelot et Svante Arrhenius (Berthelot était si admiratif de cette loi qu’il en vint à supposer que la chimie serait bientôt une science achevée). Le comportement bizarre de ces solutions chimiques qui semblaient s’adapter comme rentrent les cornes comme un escargot quand elles touchent un obstacle se révélait n’être en fin de compte qu’une affaire de concentration d’ions conduite spontanément à minimiser un potentiel chimique.

## Autorégulation en biologie (cas d’un seul organisme, par opposition aux populations)

### Système hormonal
Les hormones jouent un rôle de régulation dans l’organisme, traité dans les articles hormone et homéostasie.

### Expression / promotion / inhibition et autres régulations des gènes
La pression exercée par le contact des cellules d'un organe en constitution avec celles d'un autre semble jouer un rôle dans la morphogenèse.

## Autorégulation en ergothérapie
Le terme autorégulation est utilisé en ergothérapie selon une perspective neurologique. Il se définit comme la capacité à prendre conscience de son propre niveau d’éveil et des exigences d’une situation ou d’une tâche afin de déployer des moyens permettant d’atteindre, de maintenir ou de modifier son niveau d’éveil pour répondre adéquatement aux exigences. L’autorégulation est une capacité fondamentale chez tous les êtres vivants considérant que le niveau d’éveil, soit le niveau d’alerte du système nerveux, fluctue au cours d’une journée et que chaque situation compose des demandes différentes. Ainsi, chaque individu développe des techniques conscientes ou inconscientes visant à s’adapter aux demandes des situations changeantes auxquelles il fait face en gérant son niveau d’éveil afin qu’il soit fonctionnel et optimal. Ces moyens se développent et se catégorisent en trois niveaux, soit le premier ordre incluant des moyens inconscients, correspondant aux fonctions automatiques du corps tel que la respiration. Puis, le second ordre, comportant aussi des moyens inconsciemment, mais correspondant plutôt à des stratégies sensori-motrices tel que les vocalises et les mouvements du corps. Puis enfin, le troisième ordre consistant en l’utilisation d’habiletés cognitives de haut niveau telles que la résolution de problème. L’autorégulation représente donc un processus complexe prenant racine dans de nombreuses connexions nerveuses au sein de multiples structures dans le cerveau (tronc cérébral, formation réticulée, hypothalamus, thalamus, système nerveux autonome, cervelet, système limbique et systèmes sensoriels). Tout d’abord, l’autorégulation se base sur la réception, l’intégration et le traitement de l’information sensorielle. En effet, le corps saisit, par le biais des récepteurs sensoriels, des informations provenant des sens. Ceux-ci sont ensuite acheminés au cerveau, puis filtrés. Ils détermineront le niveau d’éveil de la personne en plus de lui permettre de saisir les exigences de la tâche à réaliser. Le cerveau sélectionnera ensuite les moyens nécessaires pour maintenir ou modifier son niveau d’éveil afin de produire subséquemment des comportements adaptés à la situation présentée.
Bien que cette capacité soit partagée par tous, certaines personnes présentent des déficits sur le plan de l’autorégulation, par exemple les enfants à troubles d’apprentissage, faisant en sorte qu’ils utilisent des moyens inadéquats, insuffisants ou socialement inadaptés, générant ainsi une difficulté à se concentrer et à être performant dans une tâche vu leur incapacité à atteindre un niveau d’éveil optimal et approprié. Ces difficultés expliquent souvent des comportements incompris qui sont faussement attribués à des troubles de comportements. C’est alors qu’une prise en charge en ergothérapie voit sa pertinence, entre autres, afin d’aider l’enfant à utiliser des moyens visant à moduler son niveau d’éveil. Selon les capacités de l’enfant, l’ergothérapeute pourra aussi cibler la capacité à prendre conscience de son propre niveau d’éveil et des exigences d’une situation ou tâche dans son plan d’intervention.

## Autorégulation en économie
Il existe au sein d’une société ou d’un groupe d’agents économiques des phénomènes économiques d’autorégulation. Pour l'école néoclassique, ils découlent des comportements de rationalité de chaque agent économique et de la flexibilité des prix, l'équilibre trouvée est ex ante, antérieure aux échanges sur le marché car les individus ont prévu à l'avance les prix et les actions qui se dérouleront.
A l'inverse, les penseurs de l'équilibre ex post estiment que l'autorégulation est complétée à court ou long terme par réaction mais non par action ou par anticipation (théorie notamment défendue par Keynes et Adam Smith).
Ces mécanismes se sont en général mis en place à l’insu des hommes eux-mêmes (du moins en tant que mécanisme de régulation); la science économique - qui n’a commencé à vraiment émerger que vers les XVIIIe et XIXe siècles - ne les étudiant que rétrospectivement.
Parmi les écoles hétérodoxes, l'école marxiste et les régulationnistes y voient au contraire le jeu social des forces productives et des rapports de production.

### Monnaie

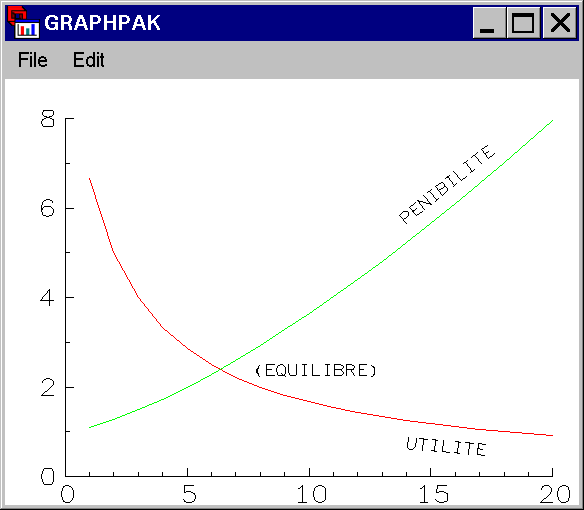
Exemple d’utilité et de pénibilité marginales en fonction des quantités produites.

La monnaie constitue un outil de régulation efficace des biens matériels dans une société artisanale, rurale ou nomade, et cela pour une raison structurelle :
- les conditions de production les plus favorables (bonne forme physique en début de journée, meilleure terre, meilleures bêtes) étant exploitées en premier (voir : loi des rendements décroissants), le coût de production unitaire augmente dans un tel type de société avec les quantités produites ;
- en revanche, ces productions ont elles-mêmes, en raison de la même loi des rendements décroissants appliquée par le consommateur, une utilité de plus en plus faible. L’économiste Charles Gide donne comme exemple[5] le seau d’eau que l’on extrait du puits :
  - le premier sert par priorité à assurer la ration d’eau de la famille,
  - le second à donner à boire au bétail,
  - le troisième à arroser le potager,
  - le quatrième à faire un brin de toilette,
  - le cinquième à laver le sol,
  - le sixième peut-être à arroser quelques fleurs d’agrément.

La conjonction des coûts unitaires croissants et de la valeur unitaire décroissante garantit que l’on arrivera à un équilibre. Il existera un moment où on ne jugera plus intéressant de tirer du puits, pour ce jour-là, un seul seau d’eau de plus. Le point d’équilibre s’atteint structurellement, et obligatoirement, dans ce cas précis. L’existence de cet équilibre et les forces de retour vers cet équilibre constituent un mécanisme d'autorégulation
Dans le monde réel, toutefois :
- les utilités peuvent ne pas être décroissantes, mais au contraire croissantes (s’il n’existe qu’un téléphone dans le monde, son utilité pour le monde est nulle ; plus il en existe, plus l’utilité possible de chacun augmente ou, du moins, il est facile de démontrer qu’elle ne saurait diminuer ;
- les coûts unitaires peuvent ne pas être croissants : si mille lecteurs ont besoin d’un journal, celui-ci reviendra relativement cher. Si c’est un million de lecteurs, il sera possible de répartir les coûts sur une plus large base.

L’existence d’un point d’équilibre unique peut alors ne pas être garantie. Il peut par exemple en exister plusieurs distincts qui seront comme autant d’optimums locaux.

### «Main invisible» d’Adam Smith
Métaphore de la main invisible d’Adam Smith (« il [l'homme] est conduit par une main invisible à remplir une fin qui n’entre nullement dans ses intentions ; tout en ne cherchant que son intérêt personnel »). Ainsi le marché s’autorégule et maximise la seule production ; Le consommateur et le producteur, cherchant leur intérêt individuel, participerait à l'amélioration de la société toutefois. Ce modèle ne règle pas le problème de la répartition. Il faut considérer ce concept sous son seul aspect technique et non sous d’éventuels aspects de propagande ou de dénigrement de la théorie libérale. L'expression de Smith n'apparaît qu'une fois[réf. souhaitée] dans La Richesse des nations et dans le contexte d'un raisonnement contre ce que nous appelons aujourd'hui le néolibéralisme. Il avait avancé que sa théorie ne fonctionnerait pas s'il y avait libre circulation et libre investissement des capitaux (voir l'article détaillé).

### Autres aspects de l’autorégulation en économie
Étudiés par David Ricardo et Vilfredo Pareto qui produisit les lois scalantes : principe de Pareto dit des 80/20.

### Limitationsstructurellesde l’autorégulation
Pour l'économiste Boukharine, toute structure économique viable est un équilibre dynamique. Les éléments de dynamique et les éléments d'équilibre doivent garder entre eux des rapports proportionnés, permettant dans chacun de leurs cycles d'interaction contrariés le rétablissement d'un équilibre supérieur. Dans cette compréhension, l'auto-régulation atteint une limite structurelle dès lors qu'une disproportion trop grande entre l'un ou l'autre de ces groupes d'éléments apparaît, soit que les facteurs d'équilibre prennent le pas sur les facteurs de dynamique, soit l'inverse - par exemple le progrès technique mal régulé peut amener la chute du taux de profit et éventuellement en fonction des modes de répartition, par extension à court ou moyen terme celle de la consommation populaire.
- Perte d’efficacité de la monnaie comme régulateur avec la révolution industrielle.
  - Importance croissante des frais fixes : la loi des rendements décroissants, même globalement vraie, devient parfois localement fausse.
  - Instabilité associée.

Ce phénomène technique peut engendrer des crises économiques.
- Analyse de Karl Marx (se limiter aussi à l’aspect technique, bien qu'indissociable de l'aspect politique)
- Effets pervers de la non-concavité.
- Problème de la régulation de l’immatériel. Conséquences de quelques dérégulations (le désert des Mojaves)

## Processus émergents d'autorégulation
- Autorégulation dans le domaine du logiciel libre

## Modèles proies-prédateurs de Bernoulli
Le modèle linéaire propose l'étude de l'évolution d'une colonie de proies en croissance permanente en présence de prédateurs qui s'en nourrissent ; le nom du modèle vient de Nicolas Bernoulli.
{\displaystyle {\frac {dx_{1}}{dt}}=k\times x_{1}}
Avec la décroissance de la colonie des prédateurs :
{\displaystyle {\frac {dx_{2}}{dt}}=-h\times x_{2}}.
Mais les prédateurs peuvent survivre grâce aux proies :
{\displaystyle {\frac {dx_{2}}{dt}}=-h\times x_{2}+b\times x_{1}}
De même la colonie des proies va-t-elle diminuer :
{\displaystyle {\frac {dx_{1}}{dt}}=k\times x_{1}-a\times x_{2}}.
On verra dans une approche avancée le modèle de Volterra-Lotka.
Ce type de modèle, peu à peu complexifié en augmentant le nombre d'espèces de proies et celles de prédateurs, et surtout en introduisant des rétroactions et interactions avec le climat planétaire a été utilisé par James Lovelock pour élaborer son hypothèse Gaïa. Dans ce cas, le modèle montre que plus le nombre d'espèces de proies et de prédateurs est grand, plus le système climatique et les équilibres prédateurs-proies sont régulés, et moins les épidémies ou perturbations écologiques ont d'effet sur le système global.

## Stabilité structurelle, morphogenèse et émergence

### Modèles de Santa-Fe
Voir article détaillé Institut de Santa Fe.

## Sujets liés
- Cybernétique
- Automatique
- Rétroaction
- Homéostasie
- Régulateur à boules
- Analyse systémique
- Auto-organisation
- Modèle de Harrod-Domar

## Théoriciens ayant travaillé sur l’autorégulation
- Thomas Malthus
- Adam Smith
- Charles Darwin
- Nikolai Kondratiev
- W. Ross Ashby
- Benoît Mandelbrot
- John Maynard Keynes
- Jean-Baptiste Say

## Autorégulation en cybernétique
La cybernétique étudiée par Norbert Wiener et W. Ross Ashby s'intéressait à l'autorégulation chez l'animal (contraction de la pupille de l'œil en fonction de la luminosité) et la machine (régulateur à boules de James Watt). Ils mirent en évidence le rôle central de la boucle de régulation, alias feedback. Par la suite, une discipline nommée l'automatique formalisa les concepts permettant une régulation optimale, par combinaison des contrôles intégral, proportionnel et dérivé (PID).

## Mathématiques de l’autorégulation

### Systèmes dynamiques, suites mathématiques
Une expression simple de l'autorégulation est celle des suites arithmético-géométriques, très liée à la rétroaction :
{\displaystyle x(t)=a.x(t-1)+b}.
Le système est en équilibre lorsque :
{\displaystyle x(t)=x(t-1)}
soit :
{\displaystyle x=a.x+b}.
le point d'équilibre est donc :
{\displaystyle x={\frac {b}{1-a}}}.
Lorsque {\displaystyle |a|<1}, la suite converge toujours vers le point d'équilibre, quelle que soit la valeur initiale, et donc quelle que soit la perturbation ponctuelle appliquée au système.
Lorsque {\displaystyle |a|>1} ou si {\displaystyle a=1}, le système diverge et tend vers l'infini : c'est une auto-amplification.
Dans le cas où {\displaystyle a=-1}, on a un système oscillant autour de {\displaystyle x_{0}} et {\displaystyle -x_{0}+b} :
{\displaystyle x_{1}=-x_{0}+b}
{\displaystyle x_{2}=-x_{1}+b=-(-x_{0}+b)+b=x_{0}}
et donc très sujet à une perturbation ponctuelle, qui modifie le point d'oscillation.

### Équilibre stable
Par exemple, en météorologie, des équilibres stables peuvent exister.

### Valeurs propres
Lorsqu’au voisinage d’un de ses points d’équilibres un système peut être approximé par un modèle linéaire de rétroaction, alors ses valeurs propres sont nécessairement négatives (ce qui constitue une expression de cette stabilité).

### Cercles de Gerschgorin
Le calcul exact des valeurs propres, incommode pour les matrices de très grande dimension, n’est pas toujours indispensable. Le théorème de Gerschgorin démontre en effet que toutes ces valeurs propres sont situées, dans le plan complexe, à l’intérieur de cercles nommés cercles de Gerschgorin. Indépendamment de l’autorégulation, ces cercles possèdent une caractéristique intéressante : s’ils sont disjoints, la matrice est inversible (ce qui signifie qu’on peut sans difficulté particulière « remonter le temps » en ce qui concerne l’évolution du système, d’autant plus loin que la précision de l’approximation linéaire du comportement du système autour de ce point de stabilité local est bonne).

### Équations de Volterra-Lotka
L'équation de Volterra-Lotka régit au départ des modèles composés de proies et de prédateurs ; qualitativement :
- plus les proies sont nombreuses et plus les prédateurs vont survivre et se reproduire ;
- plus les prédateurs sont nombreux à la génération suivante, plus nombreuses sont les proies qui seront alors consommées ;
- au bout de quelque temps, cela aboutira à une diminution des proies, donc à une famine des prédateurs et à une réduction de leur nombre.

Le résultat peut être un cycle amorti, un cycle non amorti, ou une excursion qui peut se traduire par la disparition des deux espèces,.

### Espace des phases
Voir.

### Diagramme de Nyquist
Voir.